# Elaeocarpus verticillatus
Elaeocarpus verticillatus är en tvåhjärtbladig växtart som beskrevs av Adolph Daniel Edward Elmer. Elaeocarpus verticillatus ingår i släktet Elaeocarpus och familjen Elaeocarpaceae. Utöver nominatformen finns också underarten E. v. lagunensis.